# Geminism
Geminism är det andra albumet av syskongruppen Gemini, släppt 1987. Liksom på deras förra album, var låtarna skrivna av artister såsom Benny Andersson, Björn Ulvaeus, Anders Glenmark och Ingela "Pling" Forsman. Två låtar från albumet blev hits, dels öppningsspåret T.L.C, dels Mio My Mio som skrevs till filmen baserad på Astrid Lindgrens ungdomsroman med samma namn.

## Låtlista
1. "T.L.C." (Benny Andersson/Björn Ulvaeus) – 2:52
2. "Beat the Heat" (Anders Glenmark/Ingela Forsman) – 3:20
3. "Mio My Mio" (Benny Andersson/Björn Ulvaeus) – 3:56
4. "Ghost Town" (Benny Andersson/Björn Ulvaeus) – 3:41
5. "I Am the Universe" (Benny Andersson/Björn Ulvaeus) – 4:05
6. "Sniffin' Out the Snakes" (Anders Glenmark/Ingela Forsman) – 3:39
7. "I'm a Bitch When I See Red" (Benny Andersson/Björn Ulvaeus) – 3:26
8. "There's No Way to Fool a Heart" (Anders Glenmark/Ingela Forsman) – 4:55
9. "Wild About That Girl" (Dan Sundqvist/Anders Glenmark/Björn Ulvaeus) – 3:19
10. "Nearly There" (Benny Andersson/Björn Ulvaeus) – 3:13